# Hector Fleischmann
Pour les articles homonymes, voir Fleischmann (homonymie).
Hector Fleischmann est un essayiste, romancier et historien belge né le 27 octobre 1882 à Saint-Nicolas (Flandre-Orientale en Belgique) et décédé le 3 février 1914 à Paris 16e.

## Biographie
Né le 27 octobre 1882 à Saint-Nicolas (Belgique) d'un père français et d'une mère belge, de nationalité belge lui-même, il fait toute sa carrière à Paris, publiant ses premiers poèmes en 1898, notamment des Cantilènes sentimentales et Six Élégies d'un jeune homme mélancolique. Historien, romancier, principalement sur la période révolutionnaire, il participe à différentes revues lilloises par des articles qui souvent ont fait l'objet d'édition en plaquettes : Le Beffroi (à partir de septembre 1901), La Revue contemporaine illustrée (1902), L'Hémicycle (1902). En novembre 1901, il fonde, avec le poète Léon Deubel, La Revue verlainienne, revue d'art, d'esthétisme et de piété verlainienne, qui fait paraître trois numéros.
Franc-maçon de la loge Victor Hugo, à Paris, il devient, en 1904-1905, le rédacteur en chef du journal L'Événement et le secrétaire général du théâtre de l'Œuvre. Il est nommé directeur de la Revue des curiosités révolutionnaires à partir de novembre 1910,.

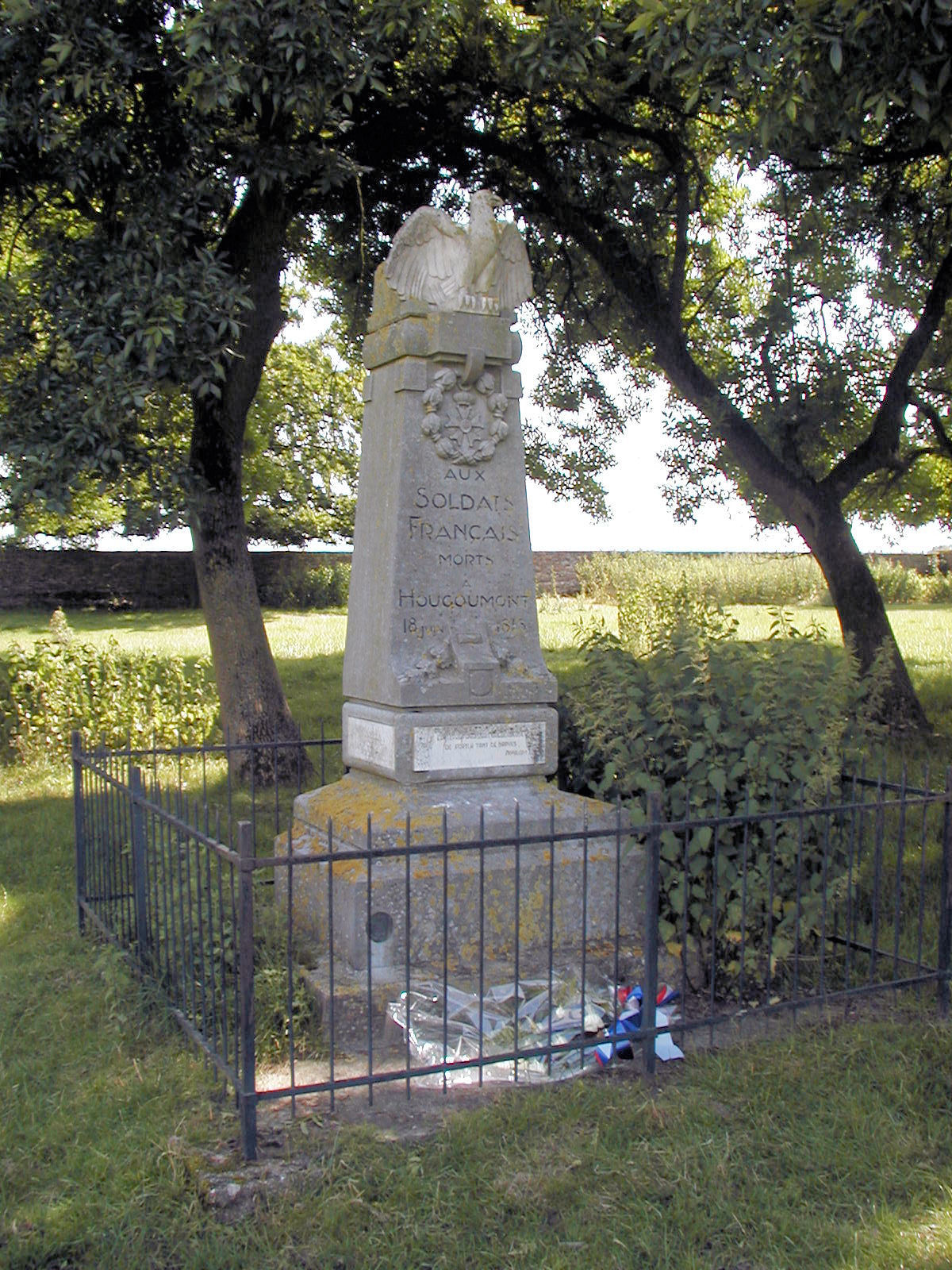
Monument aux soldats français morts à Hougoumont 18 juin 1815 (1913)

Il est à l'origine de la Colonne Victor Hugo de Waterloo et de l'ossuaire du Caillou en 1912.
Il est l'initiateur du monument aux soldats français tombés à Hougoumont, lors de la bataille de Waterloo, le 18 juin 1815. Le monument est érigé par l'association d'études historiques Les Amis de Waterloo, dont il est le président, et est inauguré le 22 juin 1913.
Il prénomme son fils Maximilien, en hommage à Robespierre.

## Œuvres
- Le Rival de Sherlock Holmès, Paris, Albin Michel, 1900 (lire en ligne).
- Des glaives pour la gloire Poésies, Lille, Le Beffroi, 1902.
- Le Massacre d'une amazone : quelques plagiats de M. Jean Lorrain, Paris, Genonceaux, 1904, 28 p. (lire en ligne), lire en ligne sur Gallica.
- De Max : Etude Critique par Hector Fleischmann, Aux Chandelles par Raon-L'Etape (Vosges), L.Geisler, 1904, 20 p.
- M. de Burghraeve, homme considérable ; [suivi de] Le massacre d'une amazone, Liège & Paris, L'Édition artistique & E. Rey, 1904-1906 (lire en ligne), lire en ligne sur Gallica.
- Anecdotes secrètes de la Terreur : le remords de Mme Tallien, l'homme qui guillotine les statues, un charnier de la Terreur, la dernière nuit de Fouquier-Tinville, la légende du verre de sang, la tête de Mme de Lamballe, etc., etc., Paris, les Publications modernes, 1908, 190 p. (lire en ligne), lire en ligne sur Gallica.
- Les Pamphlets libertins contre Marie-Antoinette : d'après des documents nouveaux et les pamphlets tirés de l'Enfer de la Bibliothèque nationale, Paris, Les publications modernes, 1908, 319 p. (lire en ligne), lire en ligne sur Gallica.
- La Guillotine en 1793 : d'après des documents inédits des Archives nationales, Paris, Librairie des publications modernes, 1908, 316 p. (lire en ligne), lire en ligne sur Gallica.
- Les Filles publiques sous la Terreur : d'après les rapports de la police secrète, des documents nouveaux et des pièces inédites tirées des Archives nationales, Paris, Albert Méricant, 1908, 324 p., lire en ligne sur Gallica.
- Une maîtresse de Napoléon : d'après des documents nouveaux et des lettres inédites, Paris, Albin Michel, 1908, XIII-410 p. (lire en ligne), lire en ligne sur Gallica.
- Robespierre et les femmes, Paris, Albin Michel, 1909 (lire en ligne).
- Napoléon et l'amour : une aventure galante au Palais-Royal, les maîtresses du premier consul, les passades de l'empereur, les deux femmes de Napoléon, un bâtard impérial, Paris, les Publications modernes, 1909, 192 p. (lire en ligne), lire en ligne sur Gallica.
- Le Roi de Rome et les femmes, Paris, Albert Méricant, 1910, 371 p. (lire en ligne), disponible sur Wikisource.
- Roustam, mameluck de Napoléon, d'après des mémoires et documents inédits, Paris, Albert Méricant, 1910, 384 p.
- « La Comédie à Arras sous la Terreur : documents pour servir à la biographie de Joseph Le Bon et à l’histoire de la Terreur dans le Pas-de-Calais », dans G. Lenotre, Lucien Misermont et Hector Fleischmann, Le Conventionnel Joseph Le Bon, s. l., Bibliothèque du Bois-Menez, coll. « Textes oubliés », 2018 (ISBN 978-2-490135-00-4, lire en ligne), p. 179-219. — Extrait des Annales révolutionnaires, 1910-1911.
- Madame de Polignac et la cour galante de Marie-Antoinette : d'après les libelles obscènes, suivi de la réédition de plusieurs libelles rares et curieux et d'une bibliographie critique des pamphlets contre Mme de Polignac, Paris, Bibliothèque des curieux, 1910, 255 p. (lire en ligne), lire en ligne sur Gallica.
- Réquisitoires de Fouquier-Tinville : publiés d'après les originaux conservés aux Archives nationales et suivis des trois mémoires justificatifs de l'accusateur public, avec une introduction, des notes et des commentaires, par Hector Fleischmann, Paris, E. Fasquelle, 1911 (lire en ligne), lire en ligne sur Gallica.
- Lettres d'amour inédites de Talma à la princesse Pauline Bonaparte, Paris, E. Fasquelle, 1911, XXII-342 p. (lire en ligne), lire en ligne sur Gallica.
- Marie-Antoinette libertine, bibliographie critique et analytique des pamphlets politiques, galants et obscènes contre la Reine, précédée de la réimpression intégrale de quatre libelles rarissimes et d'une histoire des pamphlétaires du règne de Louis XVI, Paris, Bibliothèque des curieux, 1911, 361 p. (lire en ligne), lire en ligne sur Gallica.
- Lettres d'exil inédites : (Amérique, Angleterre, Italie) : (1825-1844), le roi Joseph Bonaparte ; publiées avec une introduction, des notes et des commentaires par Hector Fleischmann d'après des documents originaux appartenant à M. le baron de Méneval, Paris, E. Fasquelle, 1912, VIII-317 p. (lire en ligne), lire en ligne sur Gallica.
- La tragique histoire du château d’Hougoumont, d’après des documents inédits et accompagnée de huit gravures, croquis et d’un plan, Paris, Maynier et Brimeur, 1913, 64 p. (présentation en ligne).
- Victor Hugo, Waterloo, Napoléon, documents recueillis, publiés et annotés par Hector Fleischmann, Paris, Albert Méricant, 1912, XVI-271 p. (lire en ligne), lire en ligne sur Gallica.
- Napoléon, par Balzac, récits et épisodes du premier Empire tirés de la Comédie humaine, choisis, annotés et publiés par Hector Fleischmann, Librairie universelle, 1913.
- Napoléon III et les Femmes, Bibliothèque des curieux, coll. « Les Secrets du Second Empire », 1913.
- Batard d'Empereur, Bibliothèque des curieux, coll. « Les Secrets du Second Empire », 1913.
- Discours civiques de Danton, avec une introduction et des notes par Hector Fleischmann, Paris, E. Fasquelle, 1920, XXVII-271 p. (lire en ligne), lire en ligne sur Gallica.

## Rééditions
- Hector Fleischmann, M. de Burghraeve, homme considérable, présentation de Jean de Palacio, Éditions du 26 octobre, 1906, 76 p., 140 x 210 mm (ISBN 978-2-492268-04-5, présentation en ligne).